# Línea N7 (EMT Madrid)
La línea N7 de la EMT de Madrid es una línea nocturna que conecta la Plaza de Cibeles con el barrio de Valderrivas (Vicálvaro). Es la variante nocturna de las líneas 106 y E3.

## Características
La línea, al igual que todas las líneas nocturnas de Madrid de la red de búhos, empieza su camino en la plaza de Cibeles y sus horarios de salida de la misma coinciden de domingo a jueves con los de otras líneas para permitir el transbordo.
La primitiva línea N7 (creada en octubre de 1974) unía la Plaza de Cibeles con Carabanchel, sirviendo en aquel entonces a Vicálvaro la línea N3. En mayo de 1994, al ampliarse la red de 11 a 20 líneas, la línea N7 pasó a tener el itinerario Pza. Cibeles - Vicálvaro, pasando por los barrios de Ibiza y Estrella (Retiro) y por Moratalaz, que mantuvo hasta octubre de 2002, cuando la red pasó de 20 a 24 líneas. En ese momento, dejó de circular por los barrios de Ibiza y Estrella así como dejó de servir Moratalaz, adoptando el recorrido actual por la calle de Alcalá y la Avenida de Daroca.
Finalmente, el 18 de mayo de 2009, se amplió su recorrido para dar servicio al barrio de Valderrivas, sin cambiar la denominación de la línea. El 22 de mayo de 2017 se cambió la denominación para adaptarla a su verdadera cabecera, pasando la línea a denominarse Cibeles-Valderrivas.

## Horarios
| Domingos a jueves y festivos           |                       |                       |                       |                       |                       |                       |                       |                       |                       |                       |                       |                       |                       |                       |                       |
| Cibeles > Valderrivas                  | Cibeles > Valderrivas | Cibeles > Valderrivas | Cibeles > Valderrivas | Cibeles > Valderrivas | Cibeles > Valderrivas | Cibeles > Valderrivas | Cibeles > Valderrivas | Valderrivas > Cibeles | Valderrivas > Cibeles | Valderrivas > Cibeles | Valderrivas > Cibeles | Valderrivas > Cibeles | Valderrivas > Cibeles | Valderrivas > Cibeles | Valderrivas > Cibeles |
| 00                                     | 01                    | 02                    | 03                    | 04                    | 05                    | 06                    | 07                    | 23                    | 00                    | 01                    | 02                    | 03                    | 04                    | 05                    | 06                    |
| 00 35                                  | 10 45                 | 20 55                 | 30                    | 05 40                 | 15                    |                       |                       | 40                    | 15 50                 | 25                    | 00 35                 | 10 45                 | 20                    | 00 45                 |                       |
| Viernes, sábados y vísperas de festivo |                       |                       |                       |                       |                       |                       |                       |                       |                       |                       |                       |                       |                       |                       |                       |
| Cibeles > Valderrivas                  | Cibeles > Valderrivas | Cibeles > Valderrivas | Cibeles > Valderrivas | Cibeles > Valderrivas | Cibeles > Valderrivas | Cibeles > Valderrivas | Cibeles > Valderrivas | Valderrivas > Cibeles | Valderrivas > Cibeles | Valderrivas > Cibeles | Valderrivas > Cibeles | Valderrivas > Cibeles | Valderrivas > Cibeles | Valderrivas > Cibeles | Valderrivas > Cibeles |
| 00                                     | 01                    | 02                    | 03                    | 04                    | 05                    | 06                    | 07                    | 23                    | 00                    | 01                    | 02                    | 03                    | 04                    | 05                    | 06                    |
| 00 20 40                               | 00 15 30 45           | 00 15 30 45           | 00 15 30 45           | 00 15 30 45           | 00 20 45              | 15                    | 00                    | 30 55                 | 20 40                 | 00 20 35 50           | 05 20 35 50           | 05 20 35 50           | 05 20 35 50           | 10 30 50              | 15                    |
| Sólo sábados y vísperas de festivo     |                       |                       |                       |                       |                       |                       |                       |                       |                       |                       |                       |                       |                       |                       |                       |

## Recorrido y paradas

### Sentido Valderrivas
Partiendo de la Plaza de Cibeles, la línea se dirige hacia la calle de Alcalá para circular por la misma pasar el Puente de las Ventas sobre la M-30, girando entonces a la derecha para incorporarse a la Avenida de Daroca.
Recorre esta avenida hasta la intersección con la calle de Francisco Largo Caballero, girando a la izquierda para tomar esta y poco después a la derecha por la calle Nicolás Salmerón, que recorre entera desembocando en la Plaza de Alsacia.
Desde esta plaza, sale por la calle Aquitania, que recorre hasta la intersección con la Avenida de Canillejas a Vicálvaro, donde gira a la derecha para incorporarse a esta. Por esta avenida entra en Vicálvaro llegando a la Plaza de la Vicalvarada, donde sigue de frente por el Paseo de los Artilleros, que abandona en la siguiente intersección girando a la derecha por la calle Calahorra.
A través de esta calle, la línea llega a la Avenida de Daroca en el tramo de Vicálvaro, que recorre hasta el final, siguiendo de frente por la calle San Cipriano, por la que circula hasta la intersección con la calle Caños de San Pedro. En este punto se desvía por esta para girar de nuevo y tomar la calle Forges, por la que llega a la calle Jardín de la Duquesa, que toma para salir a la calle Villablanca, que toma en dirección sureste.
Circulando por la calle Villablanca, la línea llega hasta la intersección con la Gran Vía del Este, que recorre brevemente para girar a la derecha por la calle San Cipriano, que abandona en la siguiente intersección girando a la izquierda para tomar la calle Minerva.
Finalmente, la línea circula por la calle Minerva hasta la intersección con la calle Molino Viejo, donde tiene su cabecera.
| Código | Parada                                   | Común con      | Conexiones con Metro y Cercanías | Otros |
| ------ | ---------------------------------------- | -------------- | -------------------------------- | --- |
| 70     | CIBELES                                  | N5 N6          | Banco de España                  | Líneas N1, N2, N3, N4, N5, N6, N7, N8, N9, N10, N11, N12, N13, N14, N15, N16, N17, N18, N19, N20, N21, N22, N23, N24, N25, N26 y Exprés Aeropuerto (N27) |
| 162    | Puerta de Alcalá-Retiro                  | N2 N3 N5 N6 N8 | Retiro                           | |
| 751    | Escuelas Aguirre-Casa Árabe              | N2 N3 N5       | Príncipe de Vergara              | |
| 755    | Felipe II                                | N5             | Goya                             | |
| 680    | Alcalá-Hermosilla                        | N5             |                                  | |
| 682    | Alcalá-Manuel Becerra                    | N5             | Manuel Becerra                   | NC1 NC2 |
| 685    | Alcalá-Parque Bomberos                   | N5             |                                  | |
| 756    | Ventas                                   | N5             | Ventas                           | |
| 1078   | Avenida de Daroca-Ricardo Ortiz          |                | El Carmen                        | |
| 4567   | Avenida de Daroca-Apóstol Santiago       |                |                                  | |
| 1079   | Avenida de Daroca-Mateo García           |                |                                  | |
| 953    | Avenida de Daroca-Miguel de Unamuno      |                |                                  | |
| 1080   | Avenida de Daroca-Santa Prisca           |                |                                  | |
| 1082   | Cementerio La Almudena                   |                |                                  | |
| 1084   | Largo Caballero-Avenida Daroca           |                | La Almudena                      | |
| 261    | Nicolás Salmerón-Crematorio              |                |                                  | |
| 257    | Nicolás Salmerón-Paredes de Nava         |                |                                  | |
| 5323   | Nicolás Salmerón-Alsacia                 |                |                                  | |
| 4635   | Alsacia                                  |                | Alsacia                          | |
| 4636   | Aquitania-Capri                          |                |                                  | |
| 4637   | Aquitania-República Eslovaca             |                |                                  | |
| 4210   | Aquitania-Toscana                        |                | Avenida de Guadalajara           | |
| 3758   | Plaza de la Vicalvarada                  |                |                                  | |
| 1076   | Calahorra                                |                |                                  | |
| 1066   | Avenida de Daroca-Calahorra              |                |                                  | |
| 4546   | Metro Vicálvaro                          | N203           | Vicálvaro                        | |
| 4552   | San Cipriano                             | N203           | San Cipriano                     | |
| 4555   | San Cipriano-Forges                      |                |                                  | |
| 4570   | Forges-Jardín de la Duquesa              |                |                                  | |
| 4563   | Villablanca-Sepiolita                    | N6             |                                  | |
| 3875   | Villablanca-Gran Vía del Este            | N6             |                                  | |
| 5108   | Puerta Arganda                           | N203           | Puerta de Arganda Vicálvaro      | |
| 5110   | San Cipriano-Minerva                     |                |                                  | |
| 5112   | Minerva-Omega                            |                |                                  | |
| 5116   | VALDERRIVAS (C/ Minerva-C/ Molino Viejo) |                |                                  | |

### Sentido Plaza de Cibeles
El recorrido de vuelta es igual al de ida pero en sentido contrario con algunas excepciones:
- Circula por la calle Toscana y la Avenida de Guadalajara en lugar de la calle Aquitania.
- Llegando al principio de la Avenida de Daroca, se desvía a la derecha por la calle Mateo García, por la que sale a la calle de Alcalá.

| Código | Parada                                    | Común con | Conexiones con Metro y Cercanías | Otros |
| ------ | ----------------------------------------- | --------- | -------------------------------- | --- |
| 5116   | VALDERRIVAS (C/ Minerva-C/ Molino Viejo)  |           |                                  | |
| 5115   | Minerva-Caliza                            |           |                                  | |
| 5113   | Minerva-Omega                             |           |                                  | |
| 5111   | San Cipriano-Minerva                      |           |                                  | |
| 5109   | Puerta Arganda                            | N203      | Puerta de Arganda Vicálvaro      | |
| 3876   | Villablanca-Gran Vía del Este             | N6        |                                  | |
| 4564   | Villablanca-Sepiolita                     | N6        |                                  | |
| 5532   | Forges-Jardín de la Duquesa               |           |                                  | |
| 1069   | San Cipriano                              | N203      | San Cipriano                     | |
| 1074   | Metro Vicálvaro                           | N203      | Vicálvaro                        | |
| 4549   | Avenida de Daroca-Calahorra               | N203      |                                  | |
| 5367   | Artilleros-Calahorra                      |           |                                  | |
| 4548   | Plaza de la Vicalvarada                   |           |                                  | |
| 4611   | Avenida de Canillejas-Suecia              | N6        |                                  | |
| 4509   | Avenida de Guadalajara-Albericia          |           | Avenida de Guadalajara           | |
| 4507   | Avenida de Guadalajara-República Eslovaca |           |                                  | |
| 4400   | Avenida de Guadalajara-Capri              |           |                                  | |
| 4655   | Alsacia                                   |           | Alsacia                          | |
| 5324   | Nicolás Salmerón-Alsacia                  |           |                                  | |
| 256    | Nicolás Salmerón-Paredes de Navas         |           |                                  | |
| 260    | Nicolas Salmerón-Crematorio               |           |                                  | |
| 1085   | Avenida de Daroca-Arriaga                 |           | La Almudena                      | |
| 1083   | Cementerio La Almudena                    |           |                                  | |
| 1081   | Avenida de Daroca-Santa Prisca            |           |                                  | |
| 952    | Avenida de Daroca-Miguel de Unamuno       |           |                                  | |
| 1091   | Avenida de Daroca-Mateo García            |           |                                  | |
| 1092   | Alcalá-Alcalde López Casero               |           |                                  | |
| 759    | El Carmen                                 | N5        | El Carmen                        | |
| 757    | Ventas                                    | N5        | Ventas                           | |
| 684    | Manuel Becerra                            | N5        |                                  | |
| 683    | Alcalá-Manuel Becerra                     | N5        | Manuel Becerra                   | NC1 NC2 |
| 681    | Alcalá-Hermosilla                         | N5        |                                  | |
| 754    | Felipe II                                 | N5        | Goya                             | |
| 4055   | Escuelas Aguirre-Casa Árabe               | N2 N3 N5  | Príncipe de Vergara              | |
| 161    | Puerta de Alcalá                          | N4 N5 N6  | Retiro                           | |
| 70     | CIBELES                                   | N5 N6     | Banco de España                  | Líneas N1, N2, N3, N4, N5, N6, N7, N8, N9, N10, N11, N12, N13, N14, N15, N16, N17, N18, N19, N20, N21, N22, N23, N24, N25, N26 y Exprés Aeropuerto (N27) |

## Galería de imágenes

Mapa zonal de la estación de metro de Ventas con los recorridos de las líneas de autobuses, entre las que aparece el N7.
Mapa zonal de la estación de metro de El Carmen con los recorridos de las líneas de autobuses, entre las que aparece el N7.